# Anna Lazareva
Anna Lazareva (Moscou, 31 de janeiro de 1997) é uma voleibolista indoor russa, atuante na posição de Oposta. Atualmente defende o Fenerbahçe Spor Kulübü e a Seleção Russa de Voleibol Feminino.

## Carreira
Lazareva, que começou no voleibol muito jovem, participou do Campeonato da Europa CEV Sub-20 2014 com o uniforme da Seleção Russa de Jovens aos 16 anos. Ele começou a usar a camisa do Dinamo Moscou aos 17 anos. Lazareva, que mais tarde começou a jogar na Seleção Russa, ficou em segundo lugar na Copa Yeltsin em 2017 e recebeu o prêmio de "Melhor Jogador Jovem" do Torneio. Nos Jogos Universitários de Verão de 2019, realizados em Nápoles, a jovem jogadora venceu o campeonato pela seleção russa com um placar de 3 a 1 na final contra a Itália, sendo a maior pontuadora da partida com 24 pontos. Liderando em estatísticas na maioria das partidas disputadas na temporada 2020-2021, ficou em terciro lugar na Liga Coreana com o time IBK Altos. Ela se foi a segunda maior pontuadora do campeonato com 867 pontos na Liga Coreana. Em 2021 Lazareva transferiu-se para o Fenerbahçe SK da turquia, onde joga atualmente.

## Clubes
| Clube               | De      | A       |
| ------------------- | ------- | ------- |
| Dinamo Moscou       | 2014-15 | 2015-16 |
| Yenisey Krasnoyarsk | 2016-17 | 2016-17 |
| Dinamo Moscou       | 2017-28 | 2019-20 |
| Volero Le Cannet    | 2019-20 | 2019-20 |
| Hwaseong IBK Altos  | 2020-21 | 2020-21 |
| Fenerbahçe SK       | 2021-22 | atual   |

Atualizado em dezembro de 2021.

## Títulos e resultados
Pela Seleção Russa de Voleibol Feminino:
- Copa do Mundo: 2019

Pelo Dinamo Moscou:
- Campeonato Russo: 2015-16,2017-18, 2018-19
- Campeonato Russo: 2014-15
- Copa da Rússia: 2018-19
- Copa da Rússia: 2014-15, 2015-16
- Supercopa da Rússia: 2017-18, 2018-19

Pelo Yenisey Krasnoyarsk:
- Cup of Siberia and Far East: 2016-17
- Campeonato Russo: 2016-17
- Challenge Cup: 2016-17

Pelo Volero Le Cannet:
- Copa da França: 2019-20

Pelo Hwaseong IBK Altos:
- Campeonato Coreano: 2020-21

Pelo Fenerbahçe SK:
- Campeonato Turco de Voleibol Feminino: 2021-22
- Campeonato Mundial: 2021
- Copa da Turquia: 2021-22